# کلودیا آبرو
کلودیا آبرو (انگلیسی: Cláudia Abreu؛ زادهٔ ۱۲ اکتبر ۱۹۷۰) هنرپیشه اهل برزیل است.
وی بازیگر فیلم‌هایی همچون چهار روز در سپتامبر بوده است.